# Solariola pesarinii
Solariola pesarinii (лат.) — вид жуков-долгоносиков рода Solariola из подсемейства Entiminae. Название происходит от имени энтомолога Carlo Pesarini, бывшего куратора музея Natural History Museum of Milan, за помощь в работе и исследование сицилийских Curculionidae.

## Распространение
Встречаются в Италии, Сицилия (Messina, Montalbano Elicona, Peloritani Mountains, Malabotta Forest), на высоте от 1000 до 1300 м.

## Описание
Жуки-долгоносики мелкого размера с узким телом, длина от 2,78 до 3,20 мм, ширина надкрылий 1 мм, длина рострума от 0,40 до 0,50 мм, ширина до 0,30 мм. От близких видов отличается мелкими размерами, вытянутым рострумом, строением надкрылий с крупными пунктурами, узким телом, красновато-коричневым оттенком кутикулы. Основная окраска тела коричневая. Усики 11-члениковые булавовидные (булава из трёх сегментов). Глаза редуцированные. Скутеллюм очень мелкий. Коготки лапок одиночные. Встречаются в песчаных почвах. Предположительно ризофаги.

## Таксономия
Впервые был описан в 2015 году, а его валидный статус подтверждён в ходе ревизии, проведённой в 2019 году итальянскими энтомологами Чезаре Белло (Cesare Bello, Верона, Италия), Джузеппе Озелла (Giuseppe Osella, Верона) и Козимо Бавьера (Cosimo Baviera, Messina University, Мессина). По признаку менее коренастого тела (соотношение длины и ширины надкрылий EL/EW = около 2,00) и отсутствию на пронотуме специализированных щетинок (echinopappolepida) включают в состав видовой группы Solariola paganettii трибы Peritelini (или Otiorhynchini).